# NGC 944
NGC 944 é uma galáxia espiral (S0-a) localizada na direcção da constelação de Cetus. Possui uma declinação de -14° 30' 57" e uma ascensão recta de 2 horas, 26 minutos e 41,6 segundos.
A galáxia NGC 944 foi descoberta em 1886 por Frank Leavenworth.